# Graham Hancock
Graham Bruce Hancock (Edimburgo, Escocia; 2 de agosto de 1950) es un periodista y escritor británico, conocido por sus especulaciones pseudocientíficas. La principal de ellas postula la existencia de una civilización global avanzada durante la edad de hielo, destruida por un cataclismo, sus sobrevivientes habrían transmitido algunos conocimientos a ciertos pueblos cazadores-recolectores, quienes desarrollaron las primeras civilizaciones conocidas del antiguo Egipto, Mesopotamia y Mesoamérica.
Las interpretaciones de Hancock de la evidencia arqueológica y los documentos históricos han sido calificadas como pseudoarqueología y pseudohistoriaya que parte de conclusiones preconcebidas, ignora el contexto y manipula la evidencia, procediendo por medio de un sesgo de confirmación. Sus escritos no han sido revisados por pares académicos ni publicados en revistas académicas.

## Carrera
Nacido en Edimburgo, Escocia, Hancock pasó sus años formativos en la India, donde su padre trabajó como cirujano. Después de regresar al Reino Unido, se graduó de la Universidad de Durham en 1973 donde recibió el título de primer grado en sociología.
Como periodista, Hancock trabajó para muchos medios impresos británicos, como The Times, The Sunday Times, The Independent y The Guardian. Coeditó la revista New Internationalist desde 1976 hasta 1979, y se desempeñó como corresponsal en el este de África de The Economist desde 1981 hasta 1983. Hancock se describe a sí mismo como un "pensador no convencional que plantea preguntas controvertidas sobre el pasado de la humanidad". Antes de 1990, sus trabajos trataban principalmente sobre problemas de desarrollo económico y social. Desde 1990, se ha centrado principalmente en las conexiones especulativas que hace entre diversos fenómenos arqueológicos, históricos y transculturales.

## Teorías
Hancock sostiene que los arqueólogos e historiadores se equivocan al decir que las primeras civilizaciones conocidas surgieron de forma independiente. Según sus especulaciones hubo una civilización avanzada durante la última edad de hielo, la cual fue destruida en un cataclismo natural durante el período conocido como Dryas Reciente, y que sus pocos supervivientes viajaron por el mundo introduciendo la agricultura, la arquitectura monumental y la astronomía entre los pueblos cazadores-recolectores; de este modo dieron origien civilizaciones como el antiguo Egipto, Mesopotamia y Mesoamérica. 

### Argumentos
Entre las evidencias que sostienen sus teorías, Hancock se basa en el mapa de Piri Reis, una obra del Renacimiento, interpretado por Charles  Hapgood en la década de 1960; este autor creía que ciertas áreas de la carta geográfica eran porciones de la Antártida, pero en un período antiguo, seis mil años atrás, sin hielo. El consenso de los historiadores de la cartografía es que Piri Reis simplemente dibujó la costa patagónica en una posición incorrecta, de manera similar a como lo hizo con las Antillas. En cuanto a la capa de hielo antártica, los estudios de George H. Denton, publicados en 1981, demostraron que el hielo tenía cientos de miles de años.

## Controversias
La serie Horizon TV de BBC Two transmitió un programa, Atlantis Reborn, el 4 de noviembre de 1999 que desafió las ideas presentadas por Hancock. Detallaba que una de las afirmaciones de Hancock, de que la disposición de un antiguo complejo de templos estaba diseñada para reflejar características astronómica, e intentó demostrar que se podía hacer lo mismo con tal vez la misma justificación usando los puntos de referencia famosos en Nueva York. También alegó que Hancock había movido o ignorado selectivamente las ubicaciones de algunos de los templos para ajustarse a sus propias teorías.Hancock afirmó que fue tergiversado por el programa, y él y Robert Bauval presentaron quejas a la Comisión de Estándares de Radiodifusión (BSC)contra la forma en que Horizon los había retratado a ellos y su trabajo. Ocho puntos fueron planteados por Hancock, dos por Bauval (uno de los cuales duplicó una queja de Hancock); la BSC desestimó todas menos una de las quejas, y sostuvo que: "los creadores del programa actuaron de buena fe en su examen de las teorías de los señores Hancock y Bauval".